# Orchestre de Paris
Orchestre de Paris er et fransk symfoniorkester med base i Paris. Orkestret spiller de fleste af deres koncerter i Salle Pleyel.

## Historie
I 1967, efter opløsningen af Orchestre de la Société des Concerts du Conservatoire, blev dirigent Charles Münch indkaldt af kulturministeren, André Malraux, og hans chefdirigent, Marcel Landowski, for at danne et nyt orkester i Paris. Kort efter oprettelsen af orkestret døde Münch (1968), og Herbert von Karajan blev ansat som konstitueret chefdirigent fra 1969 til 1971. Efterfølgende chefdirigenter inkluderer Sir Georg Solti, Daniel Barenboim og Semyon Bychkov. Christoph von Dohnányi tjente som artistisk rådgiver fra 1998-2000.
Under hans ansættelsesperiode så Barenboim et behov for et permanent kor til orkestret, og han ansatte den engelske kormester Arthur Oldham til at danne Chœur de l'Orchestre de Paris (Orchestre de Paris' kor) i 1976. Oldham forblev med koret til hans pensionering i 2002. Siden 2002 deler Didier Bouture og Geoffroy Jourdain direktionen af koret.
Christoph Eschenbach var chefdirigent fra 2000 til 2010. Han dirigerede optagelser af musik af Luciano Berio, Marc-André Dalbavie, og Albert Roussel med orkestret. I maj 2007 blev Paavo Järvi orkestrets sjette chefdirigent og indtrådte fra sæsonen 2010-2011.
I 1998 solgte Crédit Lyonnais, som havde kontrol over Salle Pleyel, salen til en fransk forretningsmand, Hubert Martigny. Salle Pleyel blev lukket i 2002, hvilket efterlod orkestret uden et fast spillested. Théâtre des Champs-Élysées og Théâtre du Châtelet blev begge benyttet i sæsonen 2001-2002. Fra efteråret 2002 havde orkestret sikret Théâtre Mogador, hvor det spillede de næste fire sæsoner. I 2003 sikrede den franske regering en ny ordning, hvormed Martigny skulle betale for renovering af Salle Pleyel, og udleje salen til Cité de la Musique, som derefter skulle købe salen i 2056. Efter renoveringer genåbnede Salle Pleyel i september 2006 og blev endnu engang Orchestre de Paris' base. Det er planlagt, at orkestret skal flytte til det nye Philharmonie de Paris, nær Cité de la Musique i Parc de la Villette i 2012, hvor det er meningen at salen er færdigbygget.

## Chefdirigenter
- Charles Münch (1967–1968)
- Herbert von Karajan (musisk rådgiver, 1969–1971)
- Sir Georg Solti (1972–1975)
- Daniel Barenboim (1975–1989)
- Semyon Bychkov (1989–1998)
- Christoph von Dohnányi (artistisk rådgiver, 1998–2000)
- Christoph Eschenbach (2000–2010)
- Paavo Järvi (2010–nu)

## Hitlister
Orchestre de Paris kom i 1989 i en usædvanlig situation, idet dets indspilning af Ravels Boléro blev et hit på den nederlandske hitliste. Indspilningen, der blev lavet i 1982 under Daniel Barenboims direktion, blev udgivet som en Cd-single til at koincidere med succesen fra sangen "No more boleros" af den nederlandske popsanger Gerard Joling, som inkluderer dele af Ravels værk. Med nummerets spilletid på 17 minutter forbliver Orchestre de Paris' single den længste indspilning nogensinde på den nederlandske Top 40.